# 스트렐차

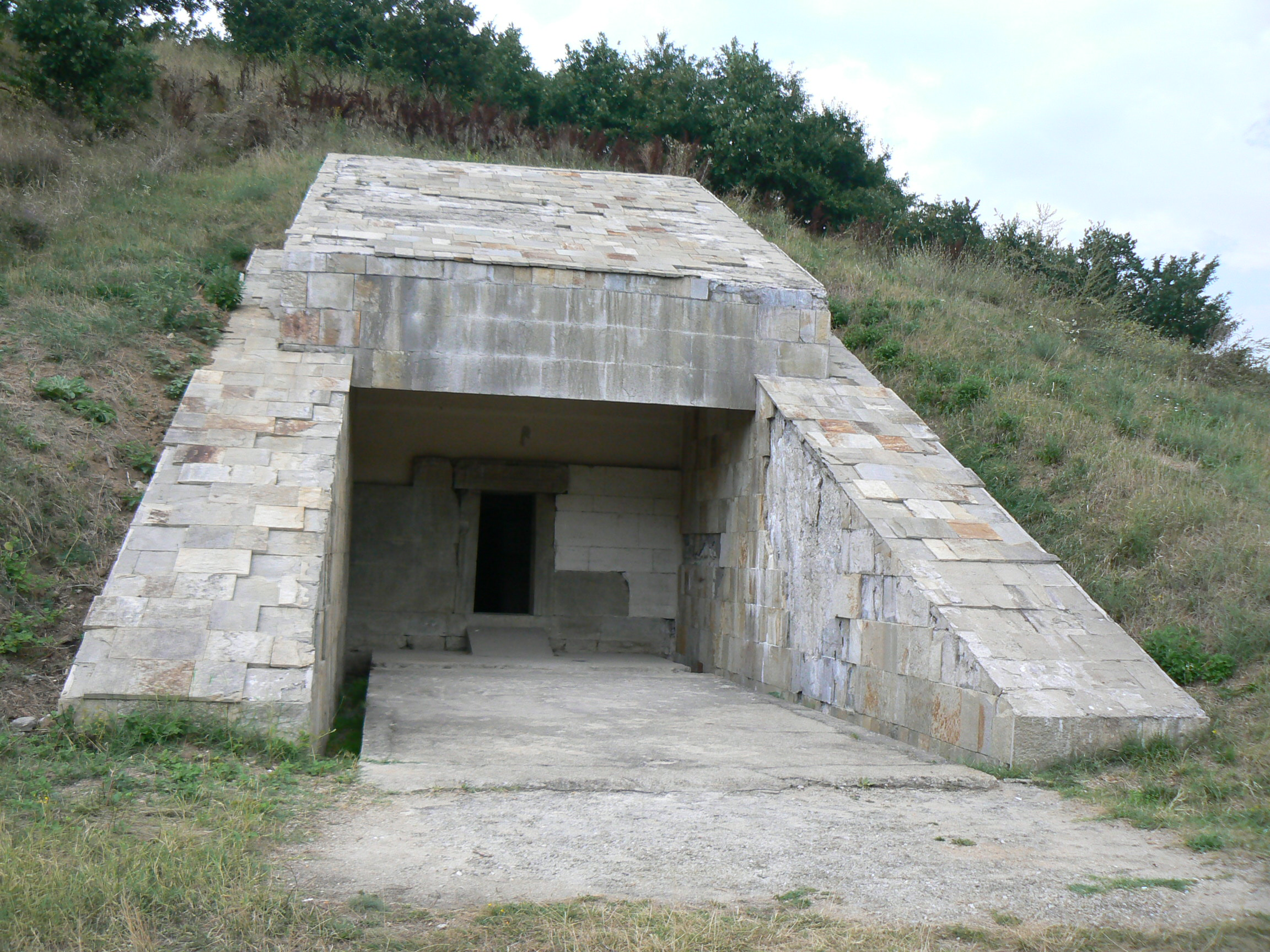
스트렐차 인근에 위치한 트라키아인의 무덤

스트렐차(불가리아어: Стрелча, Strelcha)는 불가리아 파자르지크주의 도시로 높이는 483m, 인구는 4,284명(2013년 9월 15일 기준)이다. 파자르지크에서 북쪽으로 41km, 파나규리슈테에서 동쪽으로 13km 정도 떨어진 곳에 위치한다.
스레드나고라산맥의 남쪽 기슭에 위치하며 깨끗한 자연, 미기후, 온천, 광천수로 유명한 곳이다. 역사 유적과 자연 경관이 조화를 이루고 있는 곳이다.

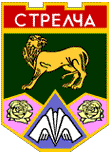
시 문장